# HMS Pique (1834)
HMS Pique (Корабль Её Величества «Пик») — британский 36-пушечный фрегат. Спущен на воду 21 июля 1834 года на Королевской верфи в Девонпорте.
В период командования капитана Эдварда Боксера (3 августа 1837 — август 1841) Pique ходил к берегам Северной Америки, в Вест-Индию, и, в 1840 году, в Средиземное море. На Средиземном море фрегат принял участие в турецко-египетской войне, находясь в эскадре, состоявшей помимо него из HMS Cambridge, HMS Zebra и HMS Vesuvius.
С 14 ноября 1841 года по 1 августа 1842 года — в Вест-Индии (капитан Генри Форбс).
В 1845 году Pique совместно с HMS Blake участвовал в опытах по прокладке подводного телеграфного кабеля, проводившихся в гавани Портсмута.
С 26 декабря 1853 года — на Тихоокеанской станции (капитан Фредерик Николсон). В 1854 году, в разгар Крымской войны, фрегат вошёл в состав англо-французской эскадры, направленной для разгрома Петропавловска.
Принял участие во Второй Опиумной войне.
В 1872 году фрегат перестроен в блокшив. В 1882 году арендован в качестве плавучего госпиталя для моряков, заболевших холерой по причине эпидемии.
В 1910 году разобран.